# Стохастическая матрица
Стохасти́ческая ма́трица в теории вероятностей — это неотрицательная матрица, в которой сумма элементов любой строки или любого столбца равна единице.

## Определения
- Матрица {\displaystyle P=(P_{ij}),\;i,j=1,2,\ldots } называется стохасти́ческой справа (или просто стохастической), если

{\displaystyle P_{ij}\geq 0,\quad \forall i,j=1,2,\ldots } и {\displaystyle \sum \limits _{j=1}^{\infty }P_{ij}=1,\quad \forall i}.
- Матрица называется стохасти́ческой сле́ва, если

{\displaystyle P_{ij}\geq 0,\quad \forall i,j=1,2,\ldots } и {\displaystyle \sum \limits _{i=1}^{\infty }P_{ij}=1,\quad \forall j}.
- Матрица называется два́жды стохасти́ческой, если она стохастическая справа и слева.

## Замечание
Стохастическая справа матрица является матрицей переходных вероятностей для некоторой цепи Маркова.

## Свойства
- Если {\displaystyle P} и {\displaystyle Q} — две матрицы стохастические слева (справа, дважды), то и их произведение {\displaystyle R=PQ} также является матрицей стохастической слева (справа, дважды). Доказательство. Пусть A, B — стохастические матрицы, C = AB. Очевидно, что все элементы матрицы C неотрицательны. Возьмём любое j = 1....n. Тогда {\displaystyle \sum _{i=1}^{n}c_{ij}=\sum _{i=1}^{n}(\sum _{k=1}^{n}a_{ik}b_{kj})=\sum _{k=1}^{n}b_{kj}(\sum _{i=1}^{n}a_{ik})=\sum _{k=1}^{n}b_{kj}=1}  , поскольку матрицы A и B стохастические.

## Регулярная стохастическая матрица
Конечная стохастическая матрица {\displaystyle P=(P_{ij}),\;i,j=1,\ldots ,N} называется регуля́рной, если существует такое {\displaystyle n\in \mathbb {N} }, что
{\displaystyle p_{ij}^{(n)}>0,\quad \forall i,j=1,\ldots ,N},
где {\displaystyle p_{ij}^{(n)}} — элементы {\displaystyle n}-ой степени матрицы {\displaystyle P}, то есть {\displaystyle P^{n}=\left(p_{ij}^{(n)}\right)}.

### Эргодическая теорема
Если {\displaystyle P} — регулярная стохастическая матрица, то найдётся вектор {\displaystyle \mathbf {\pi } =(\pi _{1},\ldots ,\pi _{N})} такой, что
{\displaystyle P^{n}\to \mathbf {1} ^{\top }\mathbf {\pi } },
где {\displaystyle \mathbf {1} =(1,\ldots ,1)} — вектор размерности {\displaystyle 1\times N}, состоящий из единиц.